# Rödisch
Rödisch ist ein Ortsteil im Stadtteil Herkenrath der Stadt Bergisch Gladbach im Rheinisch-Bergischen Kreis.

## Lage und Beschreibung
Rödisch ist ein Hof, der nördlich der Verbindungsstraße zwischen Horst und Hardt liegt. Die postalische Adresse ist Hardt 12.

## Geschichte
Rödisch wird als Gütchen in den Akten des Herzogtums Berg in den Jahren 1772 bis 1793 genannt. Aus der Charte des Herzogthums Berg 1789 von Carl Friedrich von Wiebeking geht hervor, dass Rödisch zu dieser Zeit Teil der Honschaft Herkenrath im Kirchspiel Herkenrath war.
Unter der französischen Verwaltung zwischen 1806 und 1813 wurde das Amt Porz aufgelöst und Rödisch wurde politisch der Mairie Bensberg im Kanton Bensberg zugeordnet. 1816 wandelten die Preußen die Mairie zur Bürgermeisterei Bensberg im Kreis Mülheim am Rhein.
Der Ort ist auf der Preußischen Uraufnahme von 1840 und ab der Preußischen Neuaufnahme von 1892 auf Messtischblättern regelmäßig als Rödisch verzeichnet.
Aufgrund des Köln-Gesetzes wurde die Stadt Bensberg mit Wirkung zum 1. Januar 1975 mit Bergisch Gladbach zur Stadt Bergisch Gladbach zusammengeschlossen. Dabei wurde auch Rödisch Teil von Bergisch Gladbach. Rödisch gehört zur katholischen Pfarre Herkenrath.
| Jahr | Einwohner | Wohn- gebäude | Kategorie |
| ---- | --------- | ------------- | --------- |
| 1845 | 12        | 2             | Bauergut  |
| 1885 | 6         | 1             | Ortschaft |
| 1895 | 4         | 1             | Ortschaft |
| 1905 | 9         | 1             | Ortschaft |